# Heltai Nándor (színművész, 1874–1944)
Heltai Nándor, született Hatsek Nándor, névváltozat: Heltai Ferdinánd (Budapest, 1874. szeptember 13. – 1944. május 15.) színész, színházigazgató, műszaki tisztviselő.

## Életútja
Hatsek Adolf kereskedő és Schwarz Róza elsőszülött gyermeke. Színpadra lépett 1896. október 1-jén özv. Veszprémi Jenőné Ágh Ilona színigazgatónőnél, hosszabb ideig volt tagja a kolozsvári Nemzeti Színháznak, majd német színész lett. 1908-ban kibérelte a hamburgi Volkstheatert, 1912-ben pedig a berlini Kurfürsten-Operát. Hatsek családi nevét 1908-ban változtatta Heltaira, ekkor a lakhelye Altona volt. Előbb az Oswald-filmek munkatársa volt, majd 1922-ben már filmgyári igazgatóként dolgozott Berlinben, Georg Kaiser drámaíró gyáránál, ahol művészeti vezetőként tevékenykedett. A porosz állami színházaknál Heinz Tietjen sajtótitkára volt. 1929-ben Berlin-Schönebergben házasságot kötött Johanna Rauéval. A budapesti központi járásbíróság 1952-ben 1944. május 15-ei dátummal holtnak nyilvánította.